# Táncóra (Degas-kép)
A Táncóra (La Classe de danse) Edgar Degas festménye, amely a párizsi Musée d’Orsay gyűjteményének része.

## Keletkezése
Degas az 1870-es évektől rendszeres látogatója volt a párizsi operaháznak, de nemcsak az előadások közönségének egyik tagjaként, hanem – egy zenekari barátja révén – bejáratos volt a színpad mögé, a próbákra, gyakorlásokra is. Abban az időben az opera még a rue Le Peletier-ben működött, csak 1875-ben készült el a Garnier-palota. Degas fő témáját a balett-táncosnők jelentették, sok képet festett, rajzolt róluk színpadon és azon kívül, de inkább az utóbbi, a gyakorlás, a nyújtás, a felkészülés órái érdekelték.
A Táncóra is ilyen pillanatot örökít meg. A gyakorlás a végéhez közeledik, a táncosnők kimerültek, nyújtanak. Degas a spontán mozdulatokat ragadja meg, a természetes, hétköznapi gesztusokat: a lányok a képen a nyakukat masszírozzák, a hátukat vakarják, igazgatják a hajukat, ruhájukat, és már alig figyelnek a balettmesterre, Jules Perrot-ra, aki botjával üti a ritmust.